# Waar was u toen
Waar was u toen? is een televisieprogramma van de Evangelische Omroep (EO), dat in de zomer van 2006 uitgezonden werd via Nederland 1. In het programma blikt presentator Andries Knevel samen met een gast terug op een belangrijke gebeurtenis in de nabije geschiedenis.